# Pitharcha latriodes
Pitharcha latriodes är en fjärilsart som beskrevs av Edward Meyrick 1917. Pitharcha latriodes ingår i släktet Pitharcha och familjen äkta malar.
Artens utbredningsområde är Kongo. Inga underarter finns listade i Catalogue of Life.